# Кімната бажань
Ця стаття про фільм 2019 року режисера Крістіана Волкмана. Про фільм 2003 року режисера Томмі Вайзо дивіться «Кімната».
«Кімната бажань» — фільм-трилер 2019 року режисера Крістіана Волкмана з Ольгою Куриленко, Кевіном Янсенсом, Джошуа Вілсоном, Джоном Фландерсом та Френсісом Чепменом у головних ролях. Фільм розповідає про молоду пару, яка знаходить спосіб втілити всі свої матеріальні бажання, але потім заходить занадто далеко, використовуючи його для отримання дитини. Прем'єра відбулася 15 квітня 2019 року на Брюссельському міжнародному фестивалі фантастичного кіно .

## Сюжет
Метт і Кейт, молода пара, переїжджають до штату Нью-Йорк, купивши будинок. Під час ремонту вони виявляють велику приховану кімнату та довідуються про вбивство, яке сталося на території двору десятиліттями тому.
Того вечора Метт дізнається, що вбивця — «Джон Доу» і що він досі живий та перебуває в психіатричній лікарні. Він також ненавмисно виявляє, що кімната може виконати будь-яке бажання. Він каже Кейт, і обидва звільняються з роботи, а кімната забезпечує все, що вони бажають.
Кейт впадає в депресію, коли розуміє, що ніщо, що вони бажають, не має реальної цінності. Щоб підняти їй настрій, Метт каже їй, що хоче спробувати дитину, але вона злиться, нагадуючи йому про два попередні викидні. Вона вигукує, що не може знову пережити цей біль і вибігає з кімнати, але врешті решт використовує кімнату, щоб отримати немовля Шейна. Метт у паніці просить дружину відмовитися від дитини, подарованої кімнатою, але ні вона, ні Метт не можуть змусити себе це зробити. Пізніше Метт іде в гості до «Джона Доу».
У лікарні Метт розмовляє з «Джоном Доу», який попереджає, що він і його дружина повинні залишити будинок і забути цю кімнату. Метт дізнається, що предмети, створені в кімнаті, миттєво старіють та зникають, коли покидають будинок. Кейт збирається на прогулянку з дитиною на свіжому повітрі. Метт намагається переконати її не робити цього, але зрештою відпускає. Коли дитина опиняється на вулиці, вона зростає за секунди. Метт повертає Шейна в будинок, рятуючи його від смерті.
Стосунки пари погіршуються, оскільки Кейт намагається стати турботливою матір'ю Шейна, а Метт ігнорує його, вважаючи фікцією. Шейн стає нетерплячим і нудьгує, оскільки Кейт не дозволяє йому виходити з дому, кажучи йому, що він хворий і що на вулиці є небезпечні мікроби. Незабаром Шейн виявляє кімнату й робить всередині неї ліс, де він гуляє, викликаючи сварку з батьками. У цей момент «Джон Доу» телефонує додому і розповідає Метту, що він був бажанням мати дитину, виконаним кімнатою, і він живий, оскільки його батьки померли, що дозволило йому стати частиною реального світу. Він каже Метту, що якщо Кейт помре, Шейн зможе жити поза домом. Кейт підслуховує розмову і намагається розбитися на машині, але не може змусити себе це зробити. Коли вона повертається, пара возз'єднується й займається сексом, за чим спостерігає Шейн.
Наступного ранку їх розбудив Шейн, що грюкнувши дверима, вийшов на вулицю і став молодим чоловіком, усе ще маючи дитячий розум. Почалася перепалка, в якій Шейн звинуватив Кейт за те, що вона збрехала йому. У сварці Шейн погрожує парі пістолетом Метта, але Метт збиває його з ніг. Під час бійки Кейт штовхають до піаніно, і вона непритомніє. Коли вона прокидається, Метт повідомляє про вбивство Шейна, що вона з гіркотою сприймає. Насправді Шейн використовує кімнату, щоб дублювати будинок всередині неї. Він отримує зовнішність Метта й викрадає Кейт до клонованого дому.
Через деякий час справжній Метт приходить до тями, продирається крізь стіни до зачиненої кімнати і опиняється у створеному Шейном лісі. Він виявляє клонований будинок і вривається в той момент, коли Шейн ґвалтує Кейт. Разом Кейт і Метт нокаутують Шейна і намагаються втекти, але вони розуміють, що Шейн використав кімнату, щоби створити лабіринт у клонованому будинку. Шейн знаходить їх у будинку та вбиває Метта, але розуміє, що Метт і Кейт використали кімнату, щоб відтворити себе, і що справжні Метт і Кейт утекли.
Пара втікає з дому і прямує назад до кімнати. Удома їм вдається змусити Шейна вийти на вулицю. Зачинивши двері, Кейт спостерігає, як той швидко старіє, перетворюючись на копію «Джона Доу», і вмирає, перетворюючись на купу праху.
Через місяць пара залишила будинок. Через деякий час вони живуть у мотелі. Кейт із жахом дізнається, що вона вагітна. Світильник у номері мотелю мерехтить, натякаючи, що герої досі можуть перебувати у «Кімнаті бажань».

## Актори
- Ольга Куриленко — Кейт
- Кевін Янсенс — Метт
- Джошуа Вілсон — Шейн (дитина)
- Джон Фландерс — Джона Доу
- Френсіс Чепмен — Шейн (дорослий)
- Вінс Дрюс — Чет
- Маріанна Бург — Сюзанна
- Оскар Лесаж — Генрі
- Керол Вейєрс — місіс Шеффер
- Майкл Кахья — містера Шеффера

## Реліз
У 2019 році фільм був офіційно відібраний для Міжнародного кінофестивалю в Хофі (Німеччина), Міжнародного кінофестивалю в Сіджесі в Каталонії (Іспанія), Міжнародного фестивалю фантастичного кіно в Пучхоні (Південна Корея), Європейського фестивалю фантастичного кіно (Франція), Брюссельського міжнародного фантастичного кінофестивалю . фестиваль (Бельгія), Міжнародний фестиваль фантастичного кіно в Невшателі (Швейцарія), кінофестиваль в Остендеі (Бельгія).

## Прийом
Кімната бажаннь отримала змішані або позитивні відгуки критиків. На агрегатора рецензій Rotten Tomatoes фільм має рейтинг схвалення 71 % на основі 14 оглядів із середнім рейтингом 5.8/10 .